# Ниццо, Лучо
Луис Антонио Ниццо (порт. Luiz Antônio Nizzo; род. 13 февраля 1963, Рио-де-Жанейро), более известный как просто Лучо Ниццо (порт. Lucho Nizzo) — бразильский футболист, ныне — тренер. Возглавляет бразильский клуб «Гойтаказ».

## Карьера
Лучо — воспитанник клуба «Васко да Гама», но за основной состав он никогда не играл. Не снискав успеха на игровом поприще, Ниццо завершил карьеру, спустя 8 лет после выпуска из молодёжного состава «Васко да Гама».
В 1989 году Ниццо стал тренером команды «Мадурейра» (до 17 лет), и проработал там пять лет. Следующей командой тренера стала также команда «Мадурейры», только на этот раз состав до 13 лет. Проработав год, Лучо стал тренером команды до 15 лет, но не проведя там и года, покинул клуб.